# 달성 소재사 목조지장보살좌상
소재사목조지장보살좌상(消災寺木造地藏菩薩坐像)은 대한민국 대구광역시 달성군 유가면에 있는 조선시대의 불상이다. 2006년 4월 20일 대구광역시의 문화재자료 제44호로 지정되었다.

## 개요
소재사 명부전에 봉안된 지장보살좌상이다. 최근 개금불사에서 출토된 복장품에서 강희12년 계축4월일(1674)에 조상했고 건륭6년 신유3월20일(1741)에 중수개금을 시작하여 4월6일에 마쳤다고 하는 복장기를 확인하였다. 즉 조상연대와 중수기록이 있고 또한 지장보살로서는 비교적 큰 규모이며 조선후기 작품이면서도 조선 전기 양식을 일부 간직하고 있어 조상사 연구에 좋은 자료가 된다.

## 참고 문헌
- 소재사목조지장보살좌상 - 국가유산청 국가유산포털